# Tuija Halonen

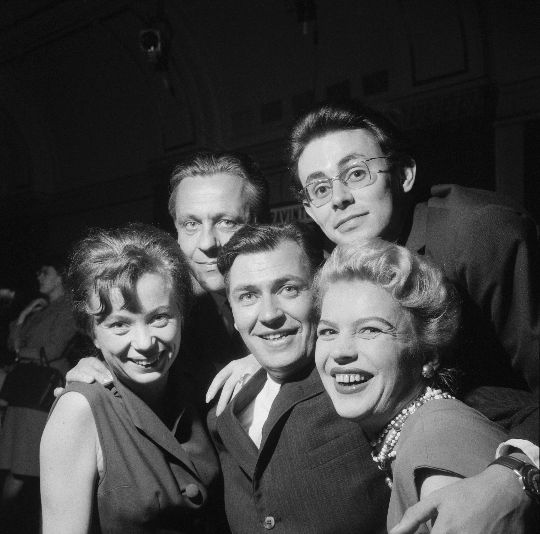
Teatro Arena-Jurkka en 1960. De izq. a der.: Ritva Nuutinen, Pehr-Olof Sirén, Sakari Jurkka, Seppo Haukijärvi y Tuija Halonen

Tuija Halonen (24 de agosto de 1926 – 4 de enero de 2009) fue una actriz teatral, cinematográfica y televisiva finlandesa. 

## Biografía
Su verdadero nombre era Tuija Kaarina Vartiainen, y nació en Helsinki, Finlandia. 
Tras los años de la Segunda Guerra Mundial, trabajó en los teatros Helsingin Ympäristöteatteri y Lappeenrannan Työväenteatteri, entre otros, hasta conseguir un papel en la película Kaunis Veera eli ballaadi Saimaalta (1950), formando parte a partir de 1951 del elenco de la productora Suomen Filmiteollisuus.
Entre sus papeles cinematográficos se incluyen el de Sanni en On lautalla pienoinen kahvila (1952) y el protagonista en Muhoksen Mimmi (1952). Además actuó en algunas cintas de la serie Pekka Puupää. Su última película fue Taape tähtenä (1962), aunque siguió actuando en varias producciones televisivas.
Al final de su carrera artística, Halonen abrió un comercio, Finn-Shopin, en la calle Eerikinkatu de Helsinki.
Tuija Halonen falleció en Helsinki en el año 2009, a los 82 años de edad. Había estado casada con el director de orquesta Hannu Olavi Halonen entre 1945 y 1947, y con el director cinematográfico Armand Lohikoski (1912–2005) desde 1964.

## Filmografía
- 1950 : Kaunis Veera eli ballaadi Saimaalta
- 1951 : Tytön huivi
- 1952 : On lautalla pienoinen kahvila
- 1952 : Muhoksen Mimmi
- 1953 : Huhtikuu tulee
- 1953 : Pekka Puupää
- 1953 : Me tulemme taas
- 1953 : Kuningas kulkureitten
- 1954 : Kummituskievari
- 1954 : Hei, rillumarei!
- 1954 : Pekka ja Pätkä lumimiehen jäljillä
- 1954 : Taikayö
- 1955 : Lähellä syntiä
- 1957 : Syntipukki
- 1958 : Tirlittan
- 1959 : Patarouva
- 1959 : Lasisydän
- 1959 : Kohtalo tekee siirron
- 1962 : Taape tähtenä
- 1962 : Se alkoi omenasta